# Vila Verde da Raia
Vila Verde da Raia ist eine Gemeinde (Freguesia) im portugiesischen Kreis Chaves. In ihr leben 815 Einwohner (Stand 19. April 2021).